# 热气球

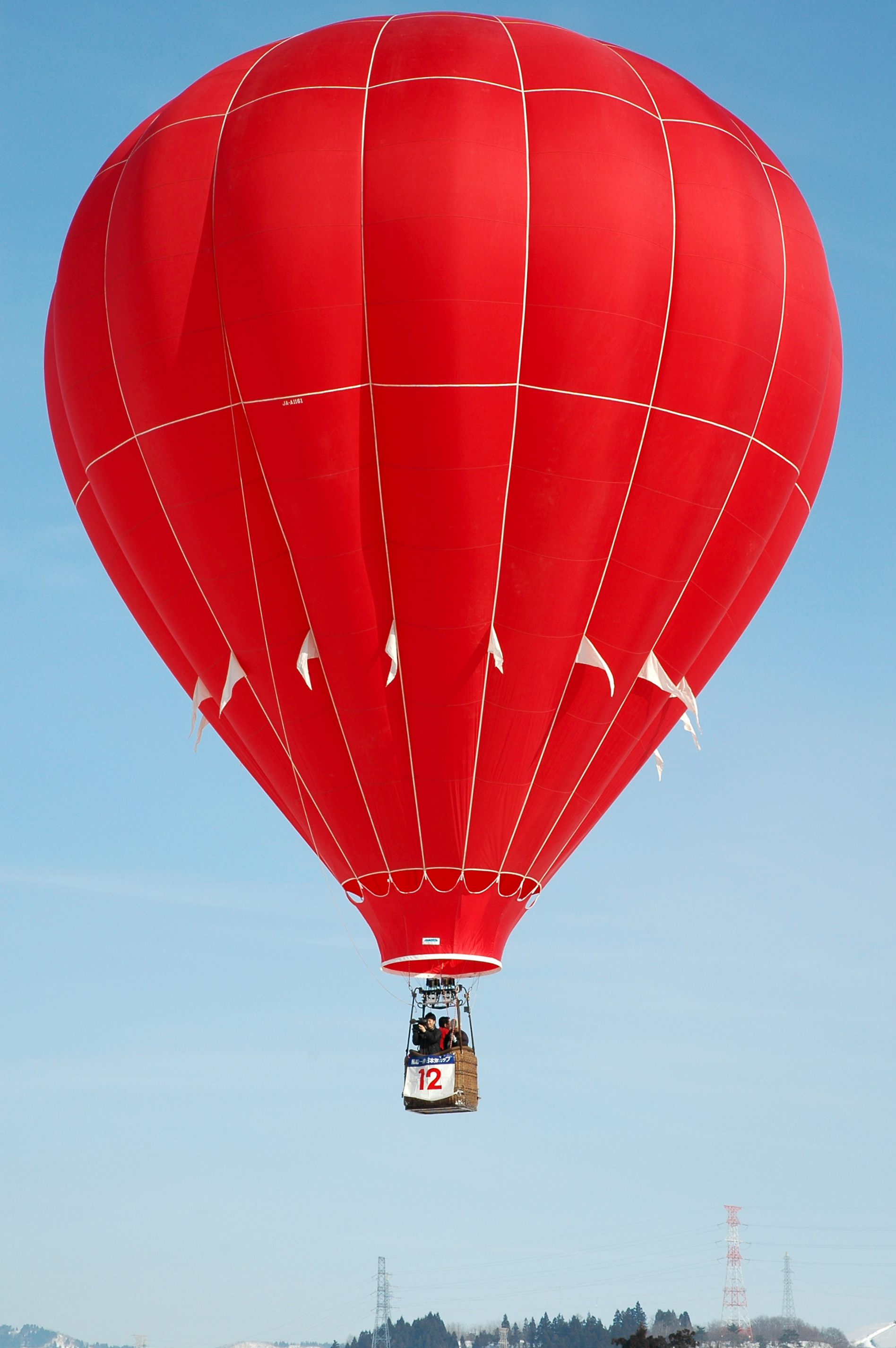
飞行中的热气球

熱氣球（英語：hot air balloon）是娛樂性航空器的一种，它配备有用來填充氣體的袋狀物，当充入氣體的密度小於其周圍的環境的氣體密度，且由此壓力差產生的静浮力大於氣球本身與其搭載物的重量時热气球就可浮升。热气球作为一种娛樂性交通工具可用来运载观测仪器和遊客，只装载设备的无載人气球经常用于对高空大气环境的科学研究，有时也用于测定射线。另外，用作娛樂性熱氣球的例子有海洋公園。

## 历史

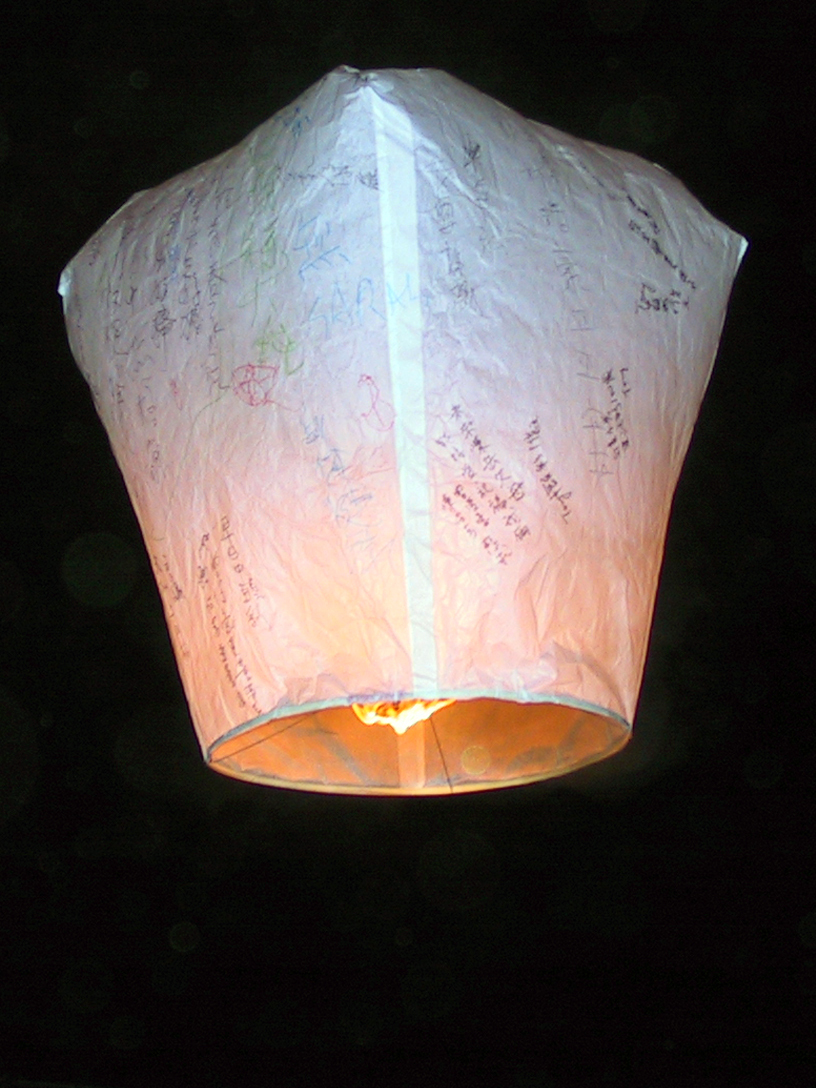
孔明燈、天燈。

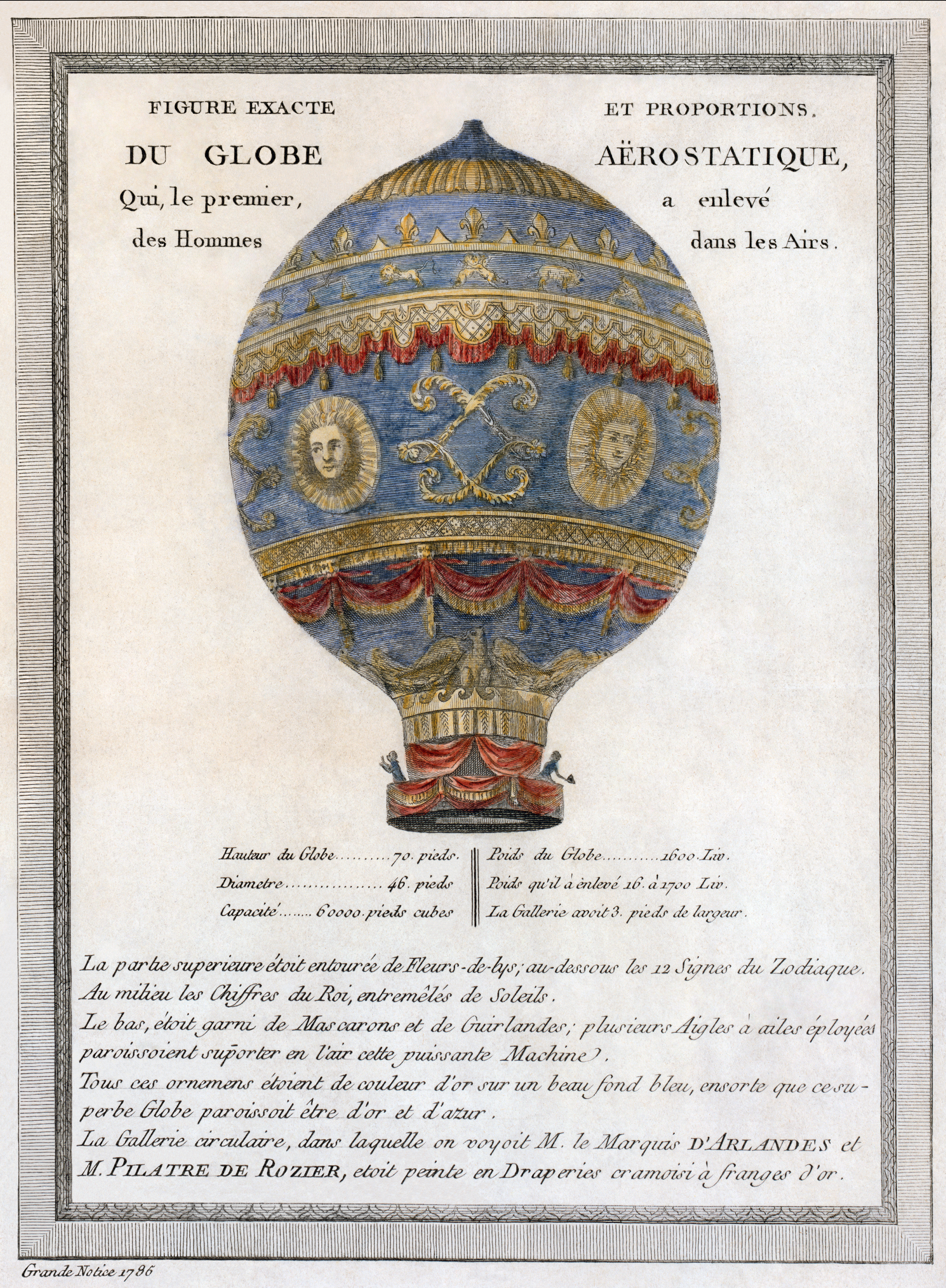
西元1786年的熱汽球。

### 古代和無人氣球
無法載人的熱氣球最早出現在中國三國時期，由诸葛亮发明，稱為天燈或孔明燈，被用來传达军事信号。學者李約瑟指出，1241年蒙古人在李格尼茲戰役中也使用過龍形天燈傳遞信號。

### 現代熱氣球
1783年，法国造纸商孟格菲兄弟在欧洲運用相同原理而發明了熱气球。他们受碎纸屑在火炉中不断升起的启发，用纸袋把热气聚集起來做实验，使纸袋能够随着气流不断上升。1783年6月4日，孟格菲兄弟在里昂安诺内广场做公开表演，一个圆周为110英尺的模拟气球升起，飘然飞行了1.5英里。同年9月19日，在凡尔赛宫前，孟格菲兄弟为国王、王后、宫庭大臣及13万巴黎市民进行了热气球的升空表演，並首次將生物放到熱氣球上，首批熱氣球的乘客是一隻公雞、一隻鴨和一頭綿羊，之所以選擇這三種動物，是因為綿羊的生理狀態與人類近似，鴨子能夠飛行，而非高海拔生物的公雞則做為對照組。同年11月21日下午，讓-弗朗索瓦·皮拉特爾·德·羅齊耶使用孟格菲兄弟的氣球在犬舍城堡进行了史上第一次载人空中航行，热气球飞行了25分钟，在飞越半个巴黎之後降落在意大利广场附近。这次飞行比莱特兄弟的飞机飞行早了整整120年。在充气气球方面，法国的罗伯特兄弟是最先乘充满氢气的气球飛上天空的。
第二次世界大戰以后，高科技使球皮材料以及致热燃料得到普及，热气球成为不受地点约束、操作简单而方便的公众体育项目。1978年8月11日至17日，「双鹰3号」成功飞越了大西洋，而在1981年它又成功跨越太平洋。
1980年代西方的热气球被引入中国。
今天，热气球作为一个体育项目正日趋普及，它曾创造上升34668公尺高的记录。
|                            |
| 圖中顯示了早期的熱氣球樣貌 |

## 原理

### 航空氣球

熱氣球

作為航空器的氣球可分為熱氣球和充氣氣球兩類。两者原理相同：「使氣囊內的氣體密度小於氣囊外的空氣密度，藉此產生浮力；當浮力大於氣球及負載的物體兩者合起來之總重量時，氣球就可以向上飛行。」
更仔細地看，熱氣球是藉由：「調控熱氣球上的加熱器，以調整氣囊中的空氣溫度，造成氣囊內空氣密度變化。經由氣囊密度變化，也使熱氣球整體（包括氣囊、籃子、在熱氣球上所有的物品，以及乘客）的密度發生改變，從而達到控制氣球升降的目的。」當氣囊內的空氣溫度愈高時，氣囊內氣體的密度就愈小。當密度小到一定程度，此時浮力大過熱氣球總重，就能使熱氣球向上升空；當氣囊內的空氣溫度漸漸降低時，氣囊內氣體的密度就漸漸變大。當密度大到一定程度，此時浮力小於熱氣球及其上負載物的總重量，滯留於空中的熱氣球便會緩緩降落。
控制熱氣球升降，主要是比較熱氣球整體的密度與外界空氣密度的大小。而透過調整氣囊，就能進而改變熱氣球整體的密度。至於在調整氣囊密度的過程中會有的空氣聚集或散出，這些空氣變化的重量相對於熱氣球的重量來說可以忽略不計。
飛行用的充氣氣球藉由調整氣囊內的外界空氣比例，改變氣囊內氣體密度，來控制氣球升降；必要的時候，還可採用拋棄壓艙物的方法，減輕氣球的載重，讓氣球獲得更多向上的力量，而不致下降。

### 结构

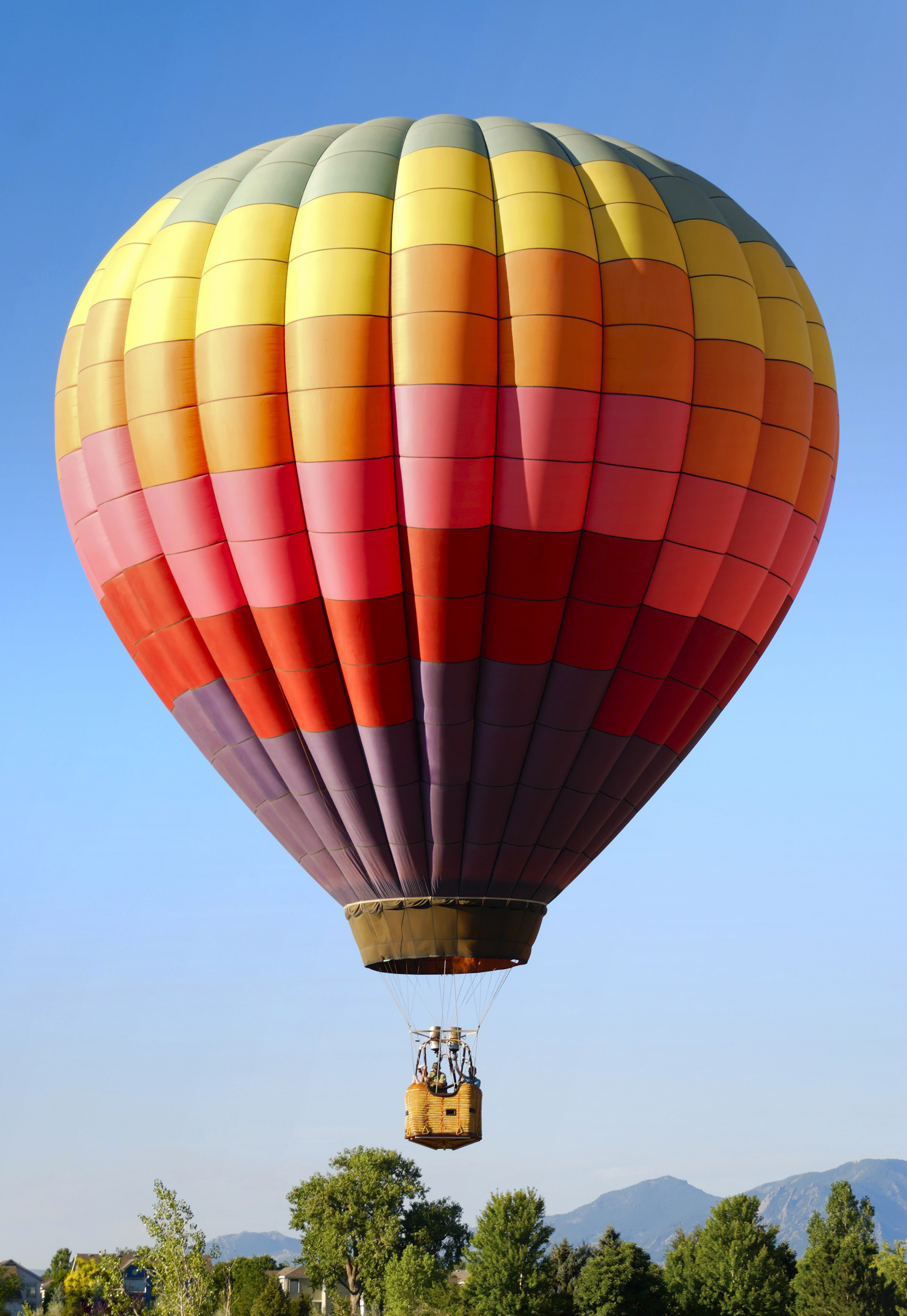
一個熱氣球

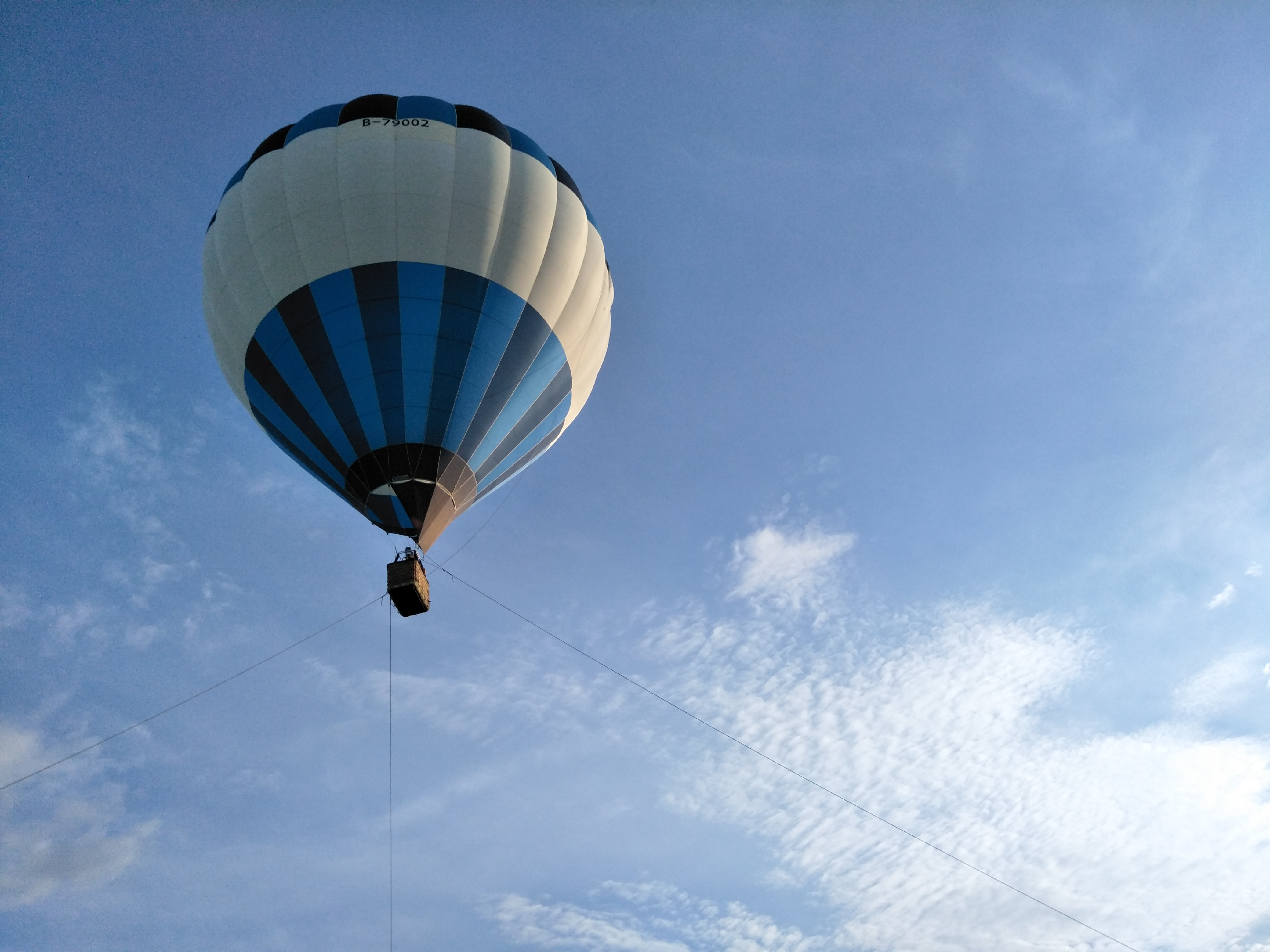
於台東鹿鳴溫泉酒店外部草地所施放的熱氣球

气球一般不附带推进装置，主体为气囊，在气囊下方通常悬挂吊篮或吊舱。附带动力机构的则被称作热气飞艇。

### 材质
热气球常見的氣囊材质有橡胶、牛津布。

## 相關事件

### 飛行安全問題

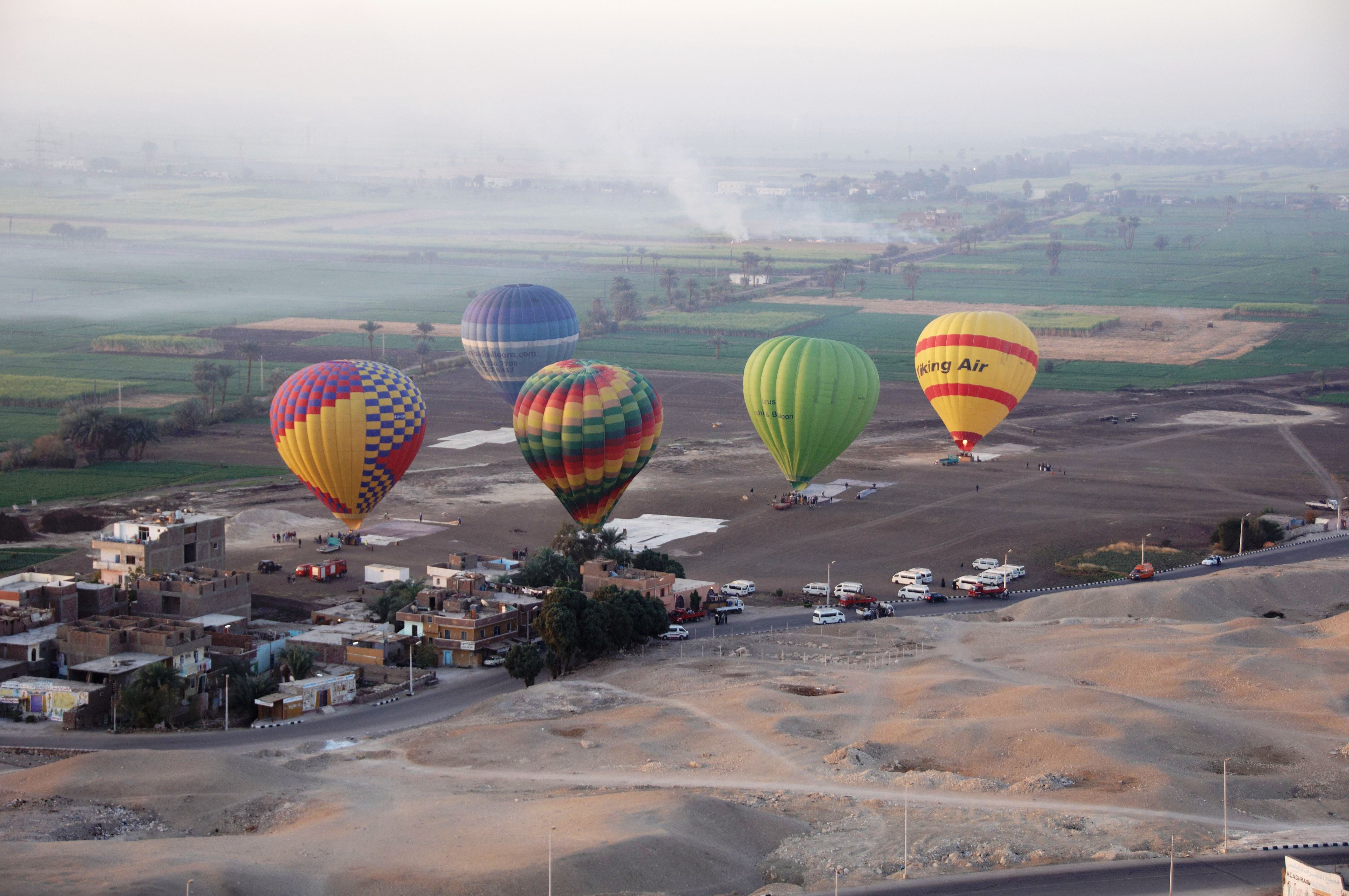
埃及樂蜀熱氣球事故曾造成19人喪生，其中更有9名為香港居民

- 2012年1月7日，紐西蘭威靈頓卡特頓地區發生一起熱氣球墜毀事故，造成11人罹難[4]。
- 2025年，6月15日在巴西聖保羅州博伊圖瓦市（狂風吹落而墜毀[5]）和6月21日聖卡塔琳娜州普拉亞格蘭德市（起火而墜毀[6]）接連發生熱氣球墜毀事故，就算是簡易如熱氣球的航空器對於天氣、設備維護、人員培訓在航空安全落實仍相當重要。

熱氣球慢起慢落，一般相信是安全的，除非超載。但加熱器與其傳送氣體燃料的管線仍需定時保養，並告知遊客與相關操作人員避免拉扯管線，以避免發生氣體燃料泄漏。
雖然熱氣球大多做為休閒娛樂用途，極少做為商業航線航班，但大多數國家將其列入民用航空器管理，需註冊取得航空器註冊編號且獲得適航證明後才可升空飛行。

### 飛行法規和執照

#### 澳洲
在澳大利亞，私人氣球飛行員由澳大利亞熱氣球聯合會（Australian Ballooning Federation）管理，通常會成為地區熱氣球俱樂部的成員。載有付費乘客或進行促銷飛行的商業營運必須持有澳洲民航安全局（Australian Civil Aviation and Safety Authority，CASA）頒發的航空營運證書，並指定一名首席飛行員。飛行員必須具備不同程度的經驗才能駕駛更大的熱氣球。熱氣球必須是在CASA註冊的飛機，並接受授權人員的定期適航檢查。

#### 英國
在英國，機長必須持有民航局專門為熱氣球駕駛頒發的有效私人飛行員執照（Private Pilot's Licence for ballooning），即PPL(B)。

#### 美國
在美國，熱氣球飛行員必須持有美國聯邦航空管理局（FAA）頒發的飛行員執照，並持有「輕於空氣的自由氣球」等級證書。除非飛行員同時具備駕駛燃氣氣球的資格，否則還將受到「僅限帶機載加熱器的熱氣球」的限制。飛行員無需執照即可駕駛超輕型飛機（強烈建議進行培訓），一些熱氣球符合相關標準。
為了載客（常見於一些熱氣球節），飛行員必須持有商業飛行員執照。商用熱氣球飛行員也可以擔任熱氣球飛行教練。雖然大多數熱氣球飛行員純粹是為了享受在空中飄浮的樂趣而飛行，但許多人也能以職業熱氣球飛行員的身份謀生。有些專業飛行員駕駛商業載客觀光航班，而有些則駕駛企業廣告氣球。

#### 台灣
台灣對於熱氣球活動有相關的法規管理，主要依據《民用航空法》及其相關子法，將熱氣球活動分為「繫留」和「自由飛行」兩種。繫留熱氣球可視為一般觀光設施收費營業，但高度有限制，自由飛行則被視為航空器，需要符合航空器的相關規定。